# Hibou
Pour les articles homonymes, voir Hibou (homonymie).
Taxons concernés
Liste des genres concernés dans la famille des Strigidae :
- Asio
- Bubo
- Jubula
- Ketupa
- Lophostrix
- Nesasio
- Otus
- Pseudoscopsmodifier

Le mot hibou est un terme général du vocabulaire courant qui, en français, ne correspond pas à un niveau de classification scientifique. Il s'agit d'un nom vernaculaire dont le sens est ambigu en biologie car utilisé seulement pour désigner une partie des différentes espèces d'oiseaux rapaces classées dans la famille des Strigidés. Le français est marqué par une terminologie binaire simpliste hibou/chouette. Celle-ci n'est pas la femelle du hibou et les différences entre les deux ne reposent pas réellement sur des critères scientifiques, le hibou se distinguant de la chouette par la simple présence d'aigrettes, faites de plumes dépassant de la tête. Ces deux aigrettes semblables à des oreilles de chat lui valent parfois le surnom de chat-huant, bien que ce terme serve généralement à désigner la chouette hulotte.

## Physiologie, comportement et écologie
Les caractéristiques générales des hiboux sont celles des Strigidae. Ce sont donc des oiseaux rapaces généralement nocturnes, carnivores, au bec crochu et possédant des serres, avec des nuances pour chaque espèce : voir les articles détaillés pour plus d'informations sur leur description ou leur mode de vie.
Les aigrettes sont des touffes de plumes qui, dans le cas du hibou, donnent l'impression d'oreilles ou de cornes.
On dit que le hibou « hue », « hulule »  ou « bouboule ».

## Noms en français et noms scientifiques correspondants
Les francophones désignent ainsi des rapaces que les spécialistes nomment, selon les espèces, hiboux, kétoupas et ducs.

### Noms normalisés
Liste alphabétique des noms normalisés selon la CINFO (2009, complétée en 2014) et Avibase, en regard du nom scientifique valide reconnu par la classification de référence (version 5.2, avril 2015) du Congrès ornithologique international.
- Hibou d'Abyssinie – Asio abyssinicus
- Hibou de Jamaïque – Pseudoscops grammicus
- Hibou des marais – Asio flammeus
- Hibou du Cap – Asio capensis
- Hibou maître-bois – Asio stygius
- Hibou malgache – Asio madagascariensis
- Hibou moyen-duc – Asio otus
- Hibou redoutable – Nesasio solomonensis
- Hibou strié – Pseudoscops clamator

### Noms divers
Liste alphabétique de noms vernaculaires ou de noms vulgaires, non retenus par la CINFO, dont l’usage est attesté. 

Note : Cette liste est variable selon les usages et certaines espèces ont parfois d'autres noms encore. Les classifications évoluant encore, les noms scientifiques ont peut-être un autre synonyme valide.
- Hibou ascalaphe - Bubo ascalaphus[2]
- Hibou brachyote (ou hibou brachiote) - voir Hibou des marais[2]
- Hibou choucouchou - Asio capensis capensis[4]
- Hibou choucouhou - voir Hibou du Cap[5]
- Hibou d'Egypte - Bubo ascalaphus[2]
- Hibou de Gurney - Mimizuku gurneyi[4]
- Hibou de Madagascar - voir Hibou malgache[5]
- Hibou de Puerto Rico - Asio flammeus portoricensis[4]
- Hibou de Rodrigues - † Bubo leguati[4]
- Hibou de Strickland - Lophostrix cristata[4]
- Hibou de la Jamaïque - voir Hibou de Jamaïque[6]
- Hibou des Galapagos - Asio flammeus galapagoensis[4]
- Hibou des marais africain - voir Hibou du Cap[5]
- Hibou grand-duc - Bubo bubo[2]
- Hibou hurleur - voir Hibou strié[2]
- Hibou petit-duc de Bruce - Otus brucei[5]
- Hibou petit-duc - Otus scops[2]
- Hibou pêcheur - Ketupa zeylonensis[5]
- Hibou scops - Otus scops[2]
- Hibou tropical - Otus choliba[2]
- Hibou à aigrettes longues - voir Hibou moyen-duc[5],[4]
- Hibou à bec jaune - Jubula lettii[5],[4]
- Hibou à casque - Lophostrix cristata[4]
- Hibou à crinière - Jubula lettii[4]
- Hibou à face blanche - Otus leucotis[2]
- Hibou à front blanc - Otus sagittatus[4]
- Hibou-pêcheur brun - Ketupa zeylonensis[5]

Voir aussi :
- Grand-duc de Verreaux - Bubo lacteus
- kétoupa

## Symbolique

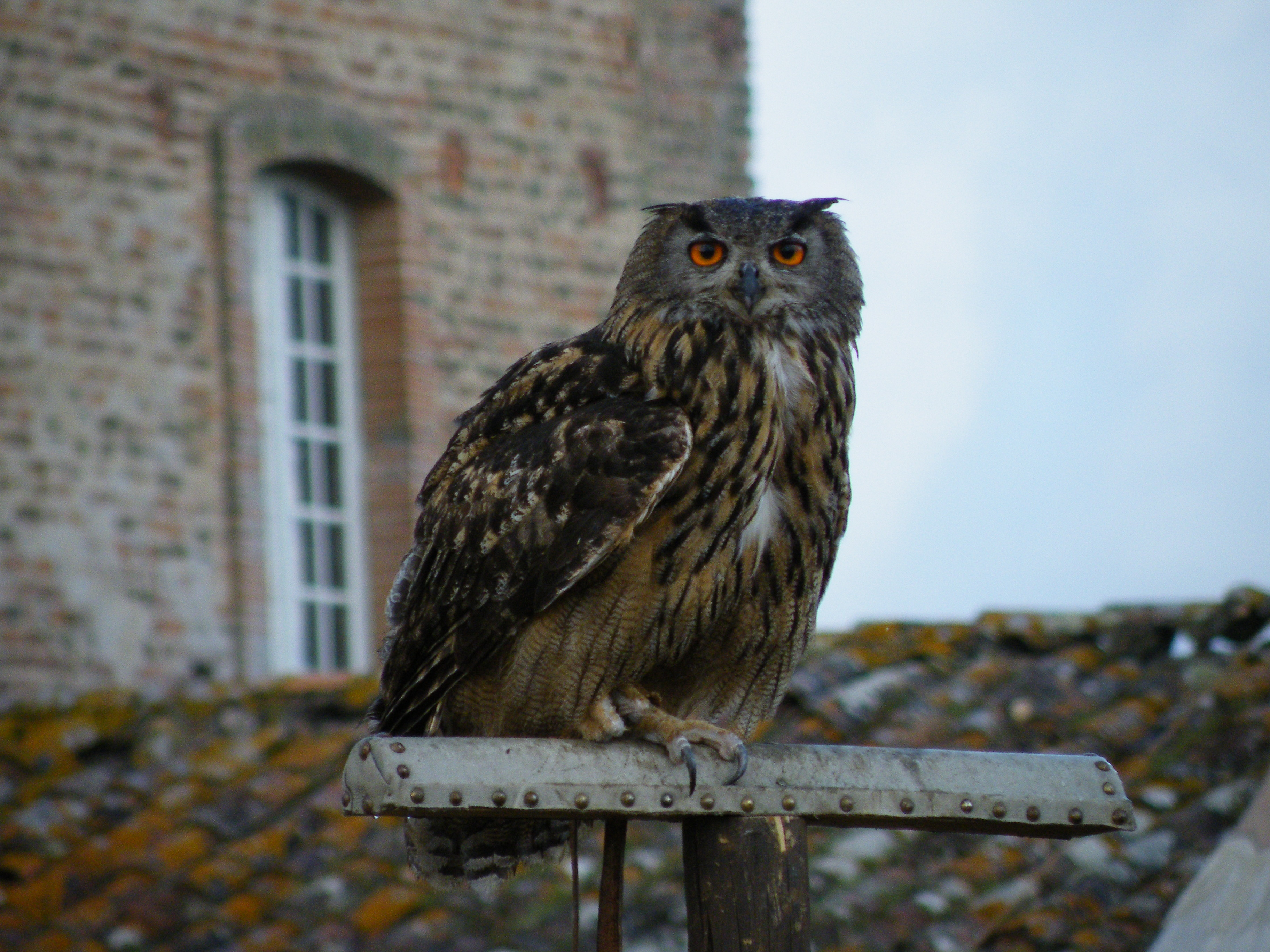
Hibou grand duc.

Le hibou, par son cri nocturne inquiétant, ses grands yeux scrutateurs et son mode de vie « en retraite », fut vecteur de nombreuses superstitions. Il reste toujours très lié au domaine du surnaturel, de la magie et de la spiritualité. Selon les époques et les cultures, le hibou a pris une image tantôt négative, tantôt positive.
Le hibou symboliserait l'intelligence et la réflexion.

### Égypte
En Égypte, il exprime le froid, la nuit, et également la mort. Mais paradoxalement, le hibou est aussi un grand symbole de sagesse et de connaissance.

### Grèce et Rome antiques
Dans la mythologie grecque, il est également l'interprète d'Atropos, celle des Moires qui coupe le fil de la destinée.
Pour les Romains, le cri du hibou présageait une mort prochaine. Il était également associé à la sorcellerie et à la magie noire.
Parce qu'il n'affronte pas la lumière du jour, le hibou fut également symbole de tristesse, d'obscurité, de retraite solitaire et mélancolique. Comme le chat et parfois le chien, on l'associe à l'occultisme, et on lui prête le pouvoir de voir les défunts dans l'au-delà.

### Culture celte
Dans le récit médiéval Mabinogi de Math, Blodeuwedd, la femme infidèle de Llew, est transformée en hibou en punition de son adultère avec un seigneur voisin.

### Christianisme
Le Physiologus, bestiaire chrétien du IIe ou IVe siècle, compare le hibou au Christ :

« On dit que le hibou aime la nuit plus que le jour.
Et Notre-Seigneur Jésus-Christ nous aima, nous qui étions dans les ténèbres, et qui demeurions à l'ombre de la mort. Il aima le peuple des non-Juifs plus que le peuple des Juifs, auxquels appartenait le droit d'adoption, et le roi que les prophètes avaient annoncé. C'est pourquoi le Rédempteur a dit : "Petit troupeau, ne crains rien." Mais on me répondra : Le hibou lui-même étant impur dans la loi, comment pouvez-vous le comparer au Christ ? Je montrerai le passage de l'Apôtre où il est dit : "Celui qui ne connaissait pas le péché, a pris le péché sur lui et s'est anéanti." »

### Nord-Amérindiens
En Amérique du Nord, pour les Amérindiens de la prairie, le hibou a le pouvoir de donner aide et protection la nuit. De là, l'emploi des plumes du hibou dans les cérémonies rituelles.
Dans les rites initiatiques de certaines sociétés algonquines, figure, perché dans la loge cérémonielle, un homme-hibou qui montre le chemin de la terre du soleil couchant, royaume des morts. Il remplirait ici une fonction de psychopompe. Il peut aussi être considéré comme annonçant la mort : quand le hibou chante, l'Indien meurt.

### Usages contemporains
Dans son poème Les Hiboux, Charles Baudelaire célèbre aussi cette sagesse :
Leur attitude au sage enseigne

Qu'il faut en ce monde qu'il craigne

Le tumulte et le mouvement.
Dans les bandes dessinées Disney, le hibou est la plupart du temps associé à la figure du juge.

## Hibou dans l'art

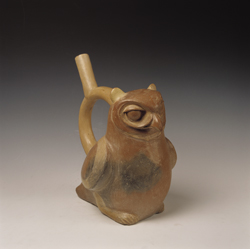
Hibou, vase précolombien en céramique.
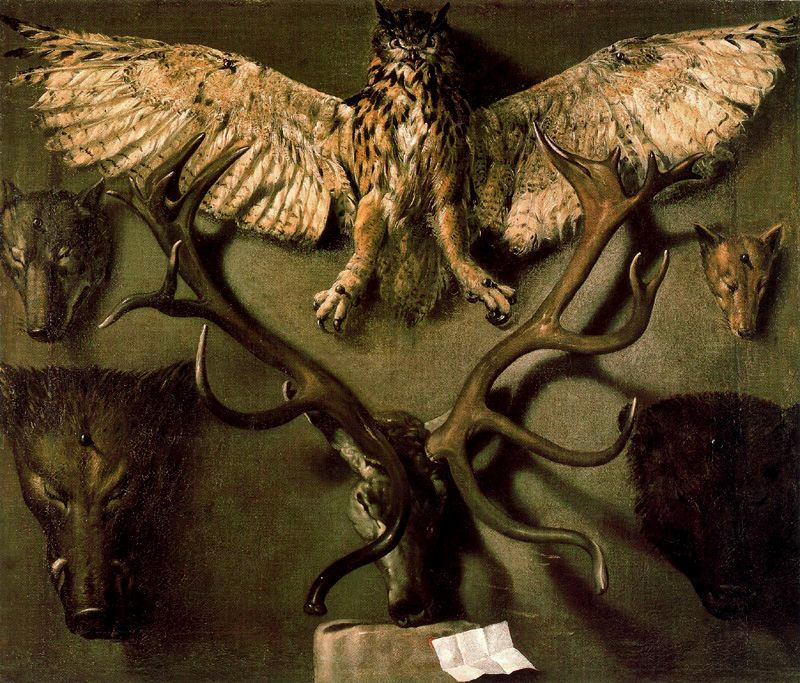
Peinture par Vélasquez, 1626.
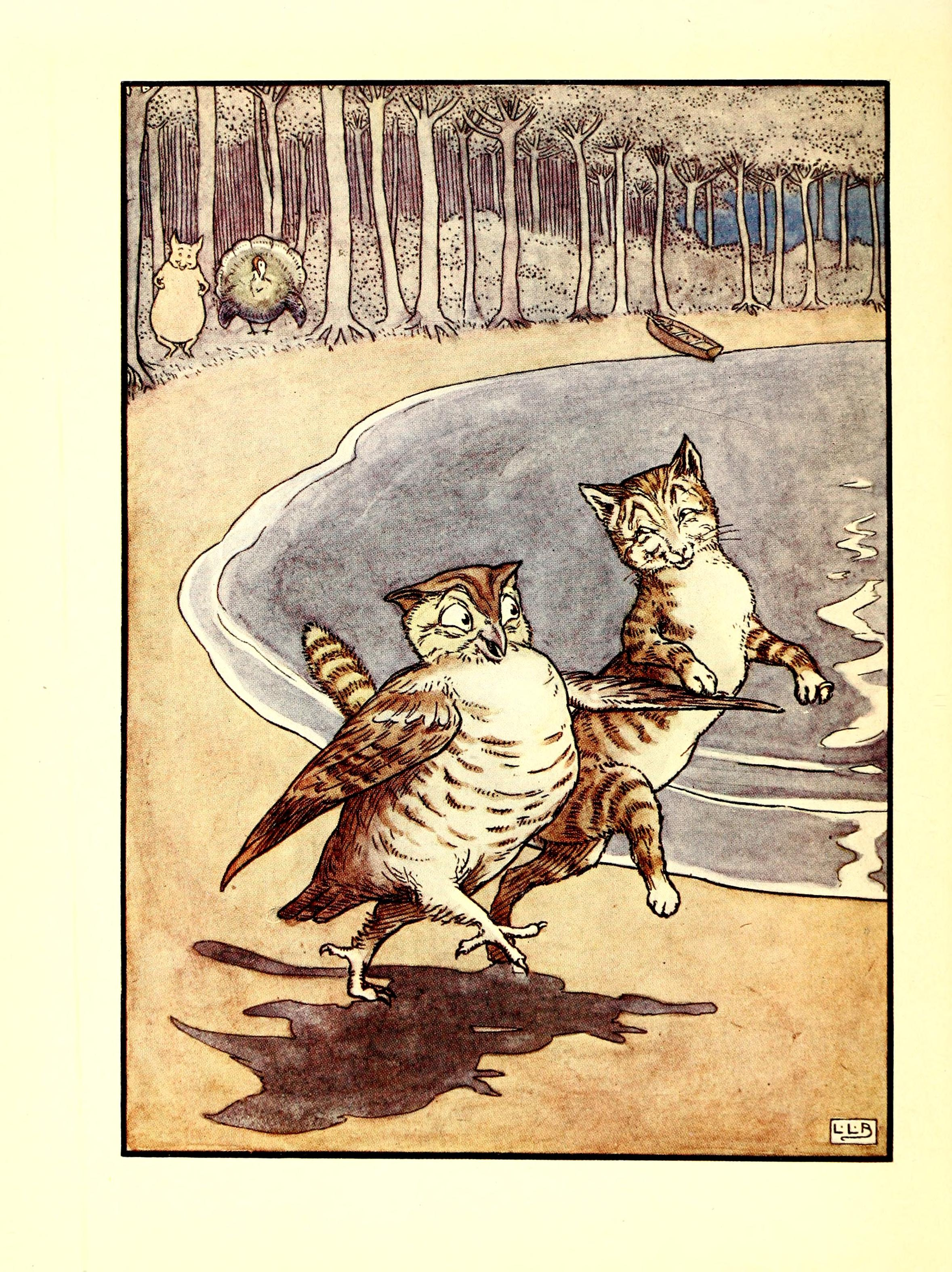
The Owl and the Pussycat, poème d'Edward Lear au XIXe siècle.
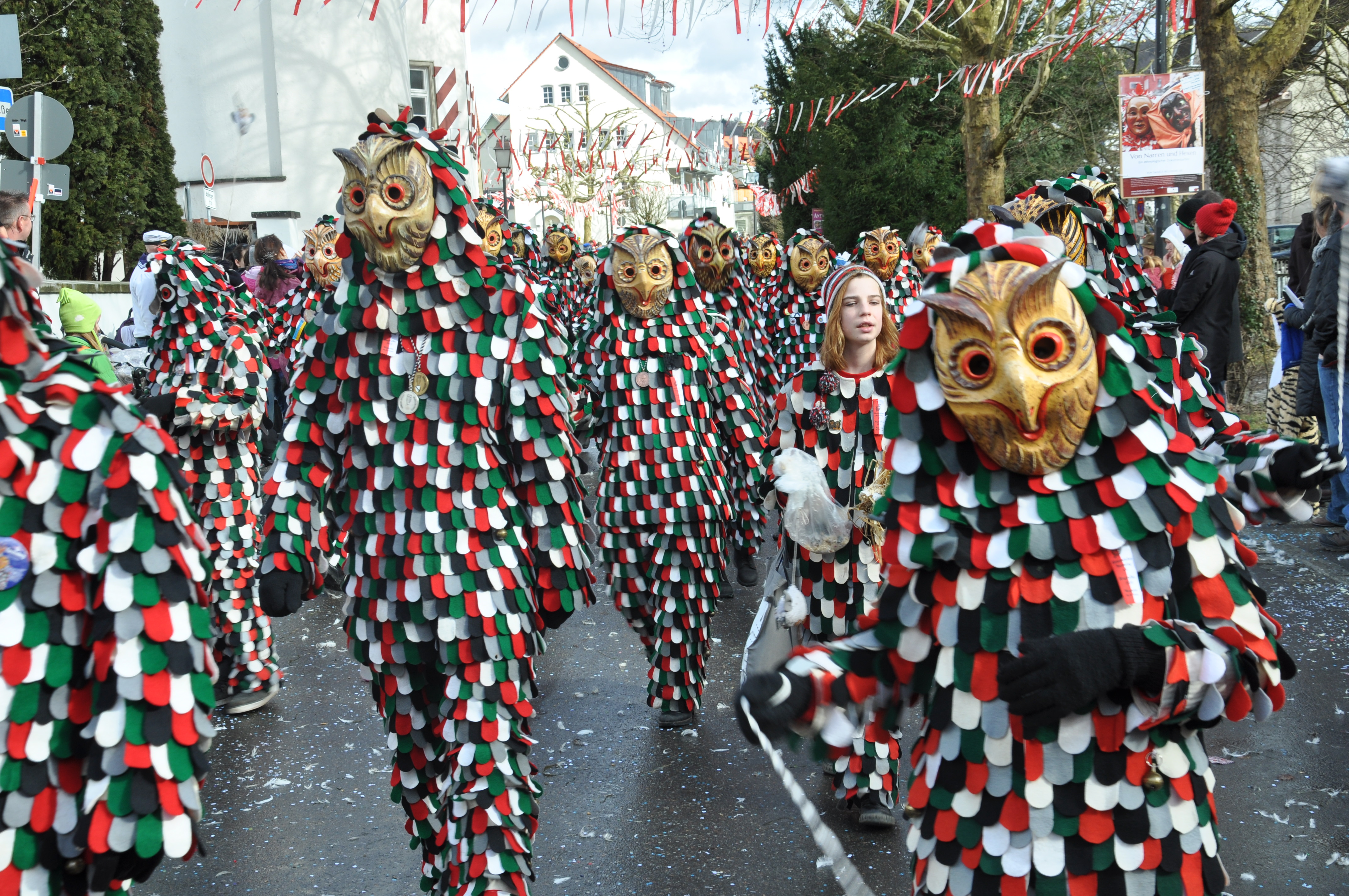
Costumes de hiboux, carnaval en Allemagne.
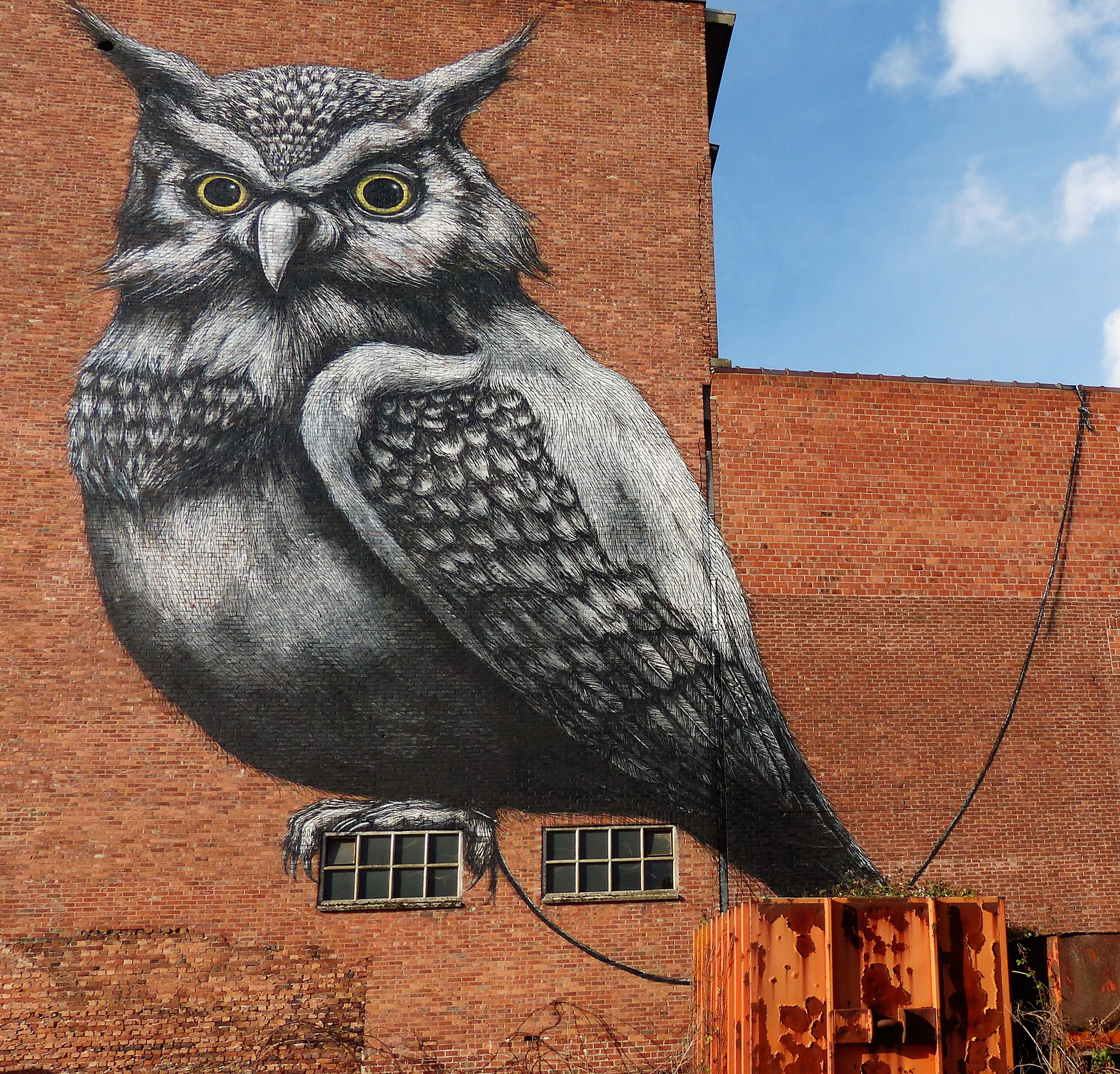
Peinture murale par ROA, à Hasselt.